# 小野打寛
小野打 寛（おのうち ひろし、1899年（明治32年）9月8日 - 1984年（昭和59年）8月21日）は、大日本帝国陸軍軍人。最終階級は陸軍少将。

## 経歴
東京府出身。1921年（大正10年）7月、陸軍士官学校第33期卒業。1929年（昭和4年）陸軍大学校第41期卒業。
ラトビア駐在武官、フィンランド駐在武官を経て、1941年（昭和16年）3月、陸軍大佐に進む。1944年（昭和19年）11月に引揚し、近衛第1師団参謀長から1945年（昭和20年）6月1日、第53軍参謀長に補され、同月10日に陸軍少将に進んだ。伊勢原付近に展開し本土決戦に備える中終戦を迎えた。
1947年（昭和22年）11月28日、公職追放仮指定を受けた。